# Comté de Texas (Missouri)
Pour les articles homonymes, voir Comté de Texas.
Le comté de Texas (Texas County) est un comté du sud de l'État du Missouri aux États-Unis. Le siège du comté se situe à Houston. Le comté fut créé en 1843 sous le nom de comté d'Ashley avant d’être renommé en 1845  en référence au Texas, devenu un état américain cette année-là. Lors du recensement américain de 2010, la population comptait 25 615 habitants.

## Géographie
Selon le Bureau du recensement des États-Unis, le comté totalise une surface 3.054 km² dont 2 km² d’eau. Il s’agit du plus grand comté de l’État du Missouri.
Le centre démographique des États-Unis) se trouve dans le comté après le recensement de 2010. Il devrait se déplacer vers le comté voisin de Wright lors du prochain recensement décennal en 2020. 
190 km2 dans le nord et le nord-ouest du comté sont occupés par la forêt nationale de Mark Twain. Plusieurs km2 dans le sud-est constitue une partie de l'Ozark National Scenic Riverways Park.

### Comtés voisins
- Comté de Pulaski (Nord)
- Comté de Phelps  (Nord)
- Comté de Dent  (Nord-Est)
- Comté de Shannon  (Est)
- Comté de Howell  (Sud)
- Comté de Douglas  (Sud-Ouest)
- Comté de Wright  (Ouest)
- Comté de Laclede  (Nord-ouest)

Le comté de Texas est un des seuls comtés à être bordé par autant d’autres comtés (8).

### Routes principales
- U.S. Route 60
- U.S. Route 63
- Missouri Route 17
- Missouri Route 32
- Missouri Route 38
- Missouri Route 137

## Démographie
Selon le recensement de 2000, sur les 23 003 habitants, on retrouvait 9 378 ménages et 6 649 familles dans le comté. La densité de population était de 8 habitants par km² et la densité d’habitations (10 764 au total)  était de 4 habitations par km². La population était composée de 96,47 % de blancs, de 0,21 %  d’afro-américains, de 0,96 % d’amérindiens et de 0,34 % d’asiatiques.
30,80 % des ménages avaient des enfants de moins de 18 ans, 58,1 % étaient des couples mariés. 24,9 % de la population avait moins de 18 ans, 7,1 % entre 18 et 24 ans, 24,9 % entre 25 et 44 ans, 25,3 % entre 45 et 64 ans et 17,8 % au-dessus de 65 ans. L’âge moyen était de 37 ans. La proportion de femmes était de 100 pour 93,5 hommes.
Le revenu moyen d’un ménage était de 24.545 dollars.